# 达娜·赖特
达娜·赖特（英語：Dana Wright，1959年9月20日—），加拿大女子田径运动员，主攻短跑和跨栏。她曾代表加拿大参加1984年夏季奥林匹克运动会田径比赛，获得女子4×400米接力银牌。